# Roodstaartlijster
De roodstaartlijster (Neocossyphus rufus) is een zangvogel uit de familie Turdidae (Lijsters).

## Verspreiding en leefgebied
Deze soort telt 2 ondersoorten:
- N. r. gabunensis: zuidelijk Kameroen en Gabon tot noordelijk Congo-Kinshasa en westelijk Oeganda.
- N. r. rufus: oostelijk Kenia en oostelijk Tanzania.

## Externe link

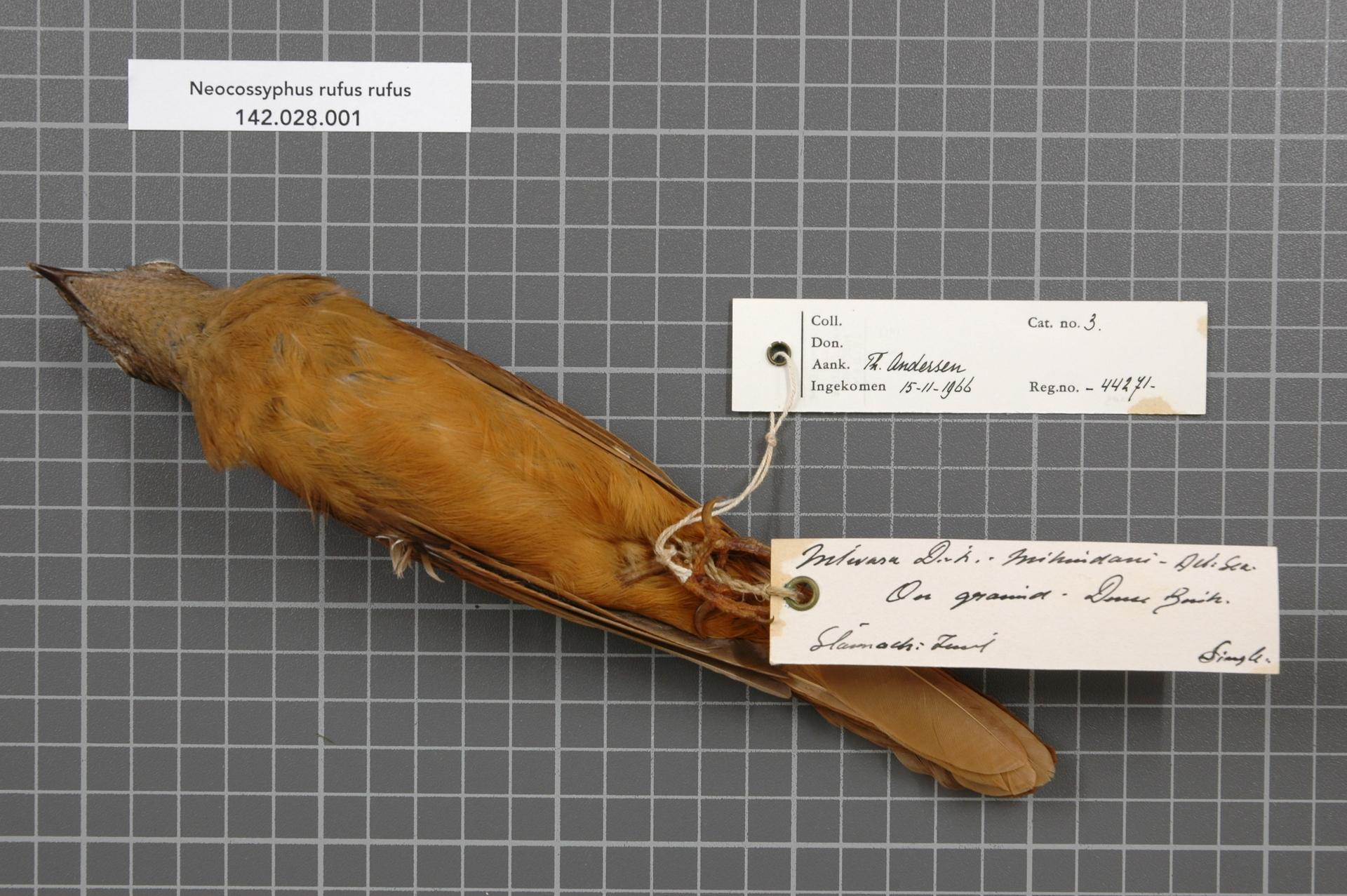
Buikzicht zelfde exemplaar N. rufus rufus als rechtsboven